# Søren Ludvig Tuxen (1790-1856)
 For alternative betydninger, se Søren Ludvig Tuxen. (Se også artikler, som begynder med Søren Ludvig Tuxen)
Søren Ludvig Tuxen (4. september 1790
i København – 12. juli 1856) søofficer, søn af kaptajnløjtnant Elias Tuxen (24. november 1755 – 16. januar 1807) og Birgitte Regine f. Thielo (9. februar 1754 – 29. oktober 1828), var bror til Nicolai Henrik Tuxen og Peder Mandrup Tuxen.
Han blev kadet 1802 og var 1807 udkommanderet med linjeskibet «Prins Christian Frederik», der lå i Norge, da englænderne bemægtigede sig den danske flåde.
Skibet blev senere fordret udleveret, men chefen, kapitajn C. V.
Jessen, afslog at overgive sig. Efter at de engelske
forgæves havde forsøgt at tage det ved overrumpling, slap Jessen bort og nåede efter mange hændelser København. Her afmønstredes Tuxen, der således ikke kom til at deltage i Linjeskibets sidste, ærefulde kamp ved Sjællands Odde 1808. Samme år udnævntes Tuxen til månedslieutenant; 1809 blev han sekondløjtnant, 1815 premierløjtnant, 1828 kaptajnløjtnant, 1836 orlogskaptajn, 1842 kommandørkaptajn og 1848 kommandør. Efter et kort togt med den armerede vestindienfarer «Prins Frederik» 1808 ansattes Tuxen ved J. C. Kriegers Kanonbådsflotille ved Dragør og deltog 9. Juni i den ærefulde kamp mod en engelsk konvoj, hvorved Briggen «The Turbulent» samt 11 Koffardiskibe erobredes; i den tagne brig var han derefter en kort tid næstkommanderende. I foråret 1809 rejste Tuxen til Antwerpen, hvor et dansk sødetachement gjorde Tjeneste på den franske flåde; han ansattes først på linjeskibet «Dantzick» og blev senere fører af en brander.
1810 var Tuxen chef for en fransk brig, senere kom han tilbage til «Dantzick» og udmærkede sig under en pludselig opstået ildebrand i dette Skib. 1812 blev T. først Adjudant hos Admiral J. v. Dockum, senere næstkommanderende i linjeskibet «l’Albanais». Ud paa Sommeren hjemførte han de danske Matroser. 1814-24 var Tuxen lærer i navigation og matematik paa Søkadetakademiet, senere til 1830 Inspektionsofficer ved Søartilleriet; 1830-53 var han ekvipagemester på Nyholm; 1833 udgav han en lærebog i styrmandskunst med tabeller. Som Ekvipagemester var Tuxen meget benyttet som medlem af mange kommissioner; han var en arbejdsom, energisk og varmtfølende natur, men førte intet lykkeligt Liv, ængstet som han var af næringssorger og pint ved at opleve talrige skuffelser og brudte løfter. Som frimurer har han virket med stor interesse. Efter at være bleven afskediget som ekvipagemester 1853 blev Tuxen divisionschef, men kom uden for dette ikke i nogen aktiv virksomhed. 1852 var han bleven udnævnt til Kommandør af Dannebrog. – Tuxen blev 2. okt. 1817 gift med Maren Kirstine Nielsen (f. 25. juli 1795, d. 11. Febr. 1863).